# Nemoura ussuriensis
Nemoura ussuriensis är en bäcksländeart som beskrevs av Zhiltzova 1997. Nemoura ussuriensis ingår i släktet Nemoura och familjen kryssbäcksländor. Inga underarter finns listade i Catalogue of Life.